# Maison de Gabriel Thomas
La Maison de Gabriel Thomas appelée « Les Capucins », construite vers 1890 et démolie en 1988, se situait 2, rue des Capucins dans le quartier de Bellevue à Meudon dans le département des Hauts-de-Seine.

## Histoire
La maison de Gabriel Thomas fut construite vers 1890 par l'architecte Bernard Auguste Gustave Rives à l'emplacement de l'enclos du couvent des Capucins de Meudon. Elle comportait parc, remise, étable à chevaux, logement de domestiques. La maison était ornée de peintures de Maurice Denis et de sculptures d'Antoine Bourdelle et abritait l'importante collection d'œuvres d'art rassemblée par Gabriel Thomas. 
Le parc des « Capucins » fut dessiné par le maître-jardinier Denis. Séduit par une étude en terre de l'Héraklès archer vu dans l'atelier de Bourdelle, Thomas lui commanda le 2 avril 1909 le bronze original de dimensions monumentales (2,50 m × 2,40 m) en se réservant l'exclusivité de l'œuvre. Thomas ayant ultérieurement consenti à renoncer à ses droits, cette statue qui avait été érigée dans le parc en 1910, retourna à l'atelier du sculpteur pour un tirage de 10 exemplaires dont l'un remplaça l'original enlevé.
À la suite d'un projet de promotion immobilière, la maison non protégée par les Monuments Historiques, a été démolie en 1988 pour laisser place à des immeubles, bien que différents outils juridiques eussent pu permettre de la conserver, tels l'identification de cet élément par le plan d'occupation des sols, la zone de protection du patrimoine architectural, urbain et paysager ou le refus de permis de démolir. 
Les peintures murales ont été transférées et déplacées afin d'être conservées et exposées au musée de l'évêché à Limoges (actuel musée des Beaux-arts). Les dix panneaux peints de la salle à manger réalisés par Maurice Denis sur le thème de L'Éternel Printemps (1908, huile sur toile), achetés en 1988 avant la démolition de la maison par le département des Yvelines avec les boiseries, le mobilier et la cheminée, ont permis de reconstituer cette pièce à l'identique au Musée départemental Maurice-Denis « Le Prieuré » à Saint-Germain-en-Laye.
Le parc a été cédé à la Ville de Meudon qui en a fait l'actuel Parc Gilbert Gauer.

## Éléments concernant sa construction
- Gros-œuvre : brique ; calcaire ; pierre de taille
- Couverture (matériau) : ardoise
- Étages : étage de soubassement ; 1 étage carré ; étage de comble
- Décor : peinture ; sculpture
- Couverture (type) : toit à longs pans brisés ; toit brisé en pavillon[8]
- Escaliers : escalier demi-hors-œuvre ; escalier tournant à retours avec jour ; en charpente